# Charles Albert Keller
Ne doit pas être confondu avec Charles Keller.
Pour les articles homonymes, voir Keller.
Charles Albert Keller, né le 1er janvier 1874 à Romagne-sous-Montfaucon (Meuse) et mort le 22 octobre 1940 à Grenoble (Isère), est un industriel français.

## Biographie[2][sourceinsuffisante]
Charles Albert Keller est issu d'un milieu modeste, son père Alphonse Keller était percepteur et sa mère Marie-Augustine (née Lombard) au foyer. Il a trois petits frères : Raymond, Henri et Paul. Son père décède à Livet le 10 juillet 1923 et sa mère en 1930 probablement au château de La Veyrie à Bernin. 
Charles Albert Keller s'est marié trois fois : 
- En 1906 à 32 ans avec Marie Mathis à Paris, une alsacienne de 22 ans. Ils semblent s'être séparés rapidement.
- En 1923 à 49 ans avec Marie, Marguerite Moulin dite Maria née à Bernin. Elle était secrétaire chez Keller. Ils auraient vécu à La Veyrie (Maison forte de la Veyrie) afin que Maria reste près de son père âgé. Ils finirent par divorcer.
- En 1931 à 57 ans avec Louise Adèle Marie Trochet qui avait 43 ans, mère de son fils. Elle est originaire de Châtillon-sur-Loire où elle est maintenant enterrée.

Il a un fils, Albert Keller, né en 1910 à Chambéry et mort en mars 1991 à Saint-Brieuc. Il est inhumé dans le tombeau de sa mère. Après le décès de son père, il assure le rôle de président de SKL (Société Keller Leuleux). En 1940, la nationalisation de ses centrales et réseaux, et leur exploitation par EDF à partir de 1946, sa société, la SKL, rebondira avec la renaissance de l'industrie française des années 1950. Prise dans une concurrence féroce sur les plans national et international, la SKL créera l'usine ultra moderne de Laudun (Gard), entre 1959 et 1965.
Le site de Livet, vétuste, ne disposant pas de place suffisante, sera abandonné en 1967.
Albert devra céder la SKL à la CUAEM (Groupe Ugine), elle-même reprise par Péchiney électrométallurgie, branche d'activité recentrée autour du silicium, et vendue à FerroPem (Groupe FerroAtlántica, à capitaux familiaux d'origine Espagnole).

### Parcours
Ingénieur des Arts et Métiers (Angers, 1890), il commence sa carrière dans la marine avant de développer des fours industriels. Il est rapidement à l'origine de plusieurs brevets en particulier pour les aciers au chrome utilisés pour les blindages militaires. 
En 1900, il s'associe avec Henri Leleux pour fonder les « Établissements Keller et Leleux ». Dans leur usine de Kerousse (Morbihan), alimentée par une petite chute d'eau, ils fabriquent au four électrique du carbure de calcium, qui constitue alors la seule source connue d'acétylène, très employé à l'époque comme gaz d'éclairage. Il présente ses résultats au premier congrès de la Houille blanche, à Grenoble, en 1902, l'année où il découvre et achète une usine de carbure de calcium abandonnée, à Livet, dans la vallée de la Romanche dans l'Isère.
Cette industrie devient stratégique avec la Première Guerre mondiale au vu des besoins militaires et de l'indisponibilité des usines du nord et de l'est. Les besoins en énergie électrique et les nécessités militaires expliquent le développement d'un véritable empire industriel. La force de l'eau de la Romanche (la houille blanche) est utilisée pour alimenter les nombreuses centrales hydroélectriques de la vallée de la Romanche autour de la commune de Livet-et-Gavet. Cette force électrique alimente de nombreuses usines dans la vallée et en contrebas. Son usine électrique principale, monumentale et théâtrale dans son architecture, la centrale des Vernes sera classée monument historique et elle est toujours en activité.
Charles Albert Keller est promu officier de la Légion d'honneur en 1923.
Il a l'image d'un patron social, dotant son personnel de logements, créant des magasins offrant une mutuelle. En 1938, élu président de la Chambre de commerce de Grenoble, il devient commandeur de la Légion d'honneur.

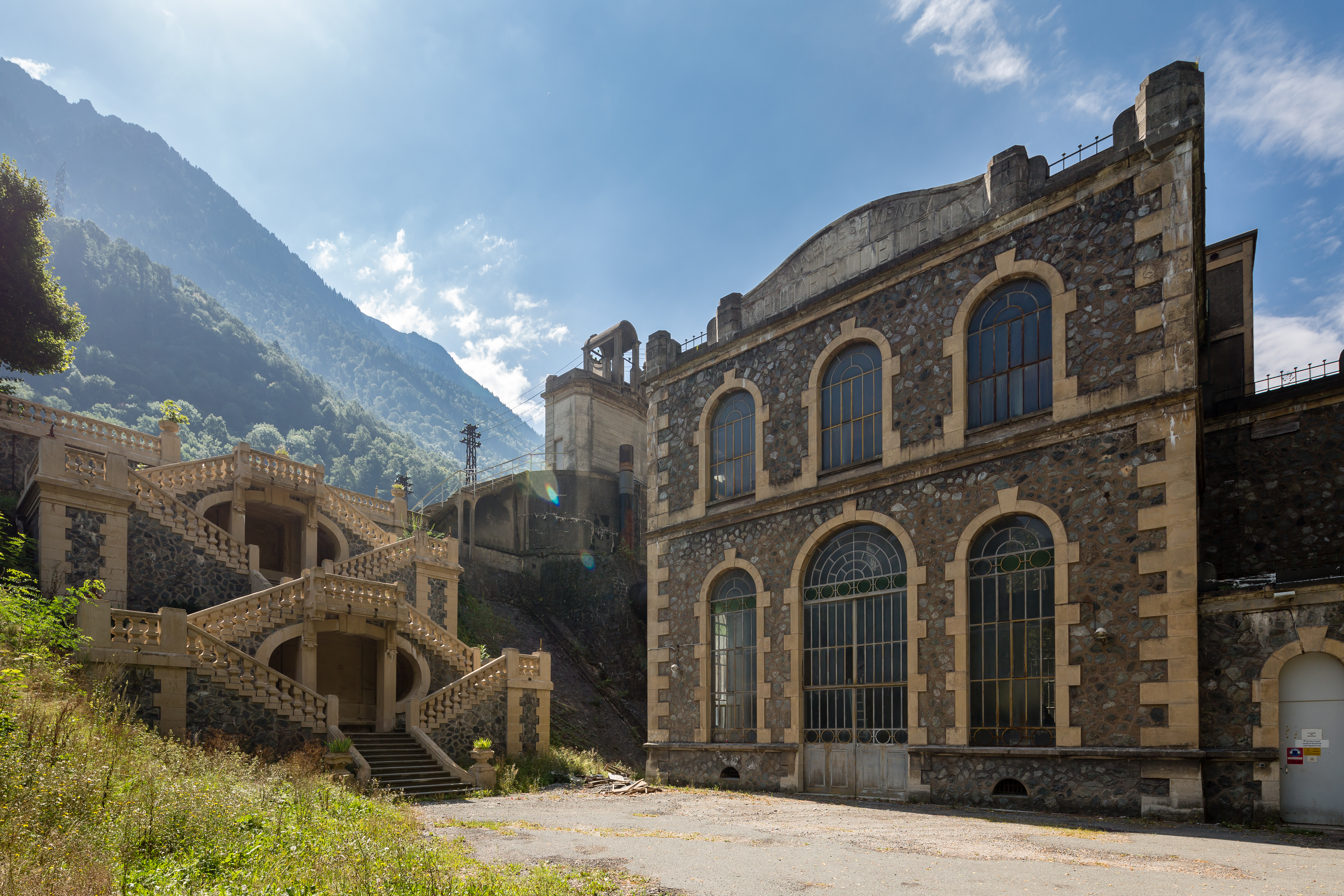
Classée Monument historique, la centrale des Vernes illustre de façon théâtrale la puissance motrice de l'eau. De grandes baies vitrées percent ses deux bâtiments massifs, éclairant le hall intérieur carrelé. Leur charpente métallique à voûtains supporte la terrasse, desservie par un escalier à deux volées. Un jardin à la française y était aménagé. Le bassin de décharge ressemble à une fontaine monumentale, et deux tuyaux de 2,50 m de diamètre amènent l'eau aux turbines. Cette centrale produit toujours de l'électricité EDF. La future centrale hydro-électrique de Gavet devrait la remplacer après 2010, ainsi que les cinq autres centrales de la vallée de la Romanche. La centrale des Vernes et la façade de l'usine de Livet sont les deux seuls bâtiments industriels préservés dans ce projet.

L'usine de Livet ferme en 1968. 

## Maison Keller à Livet

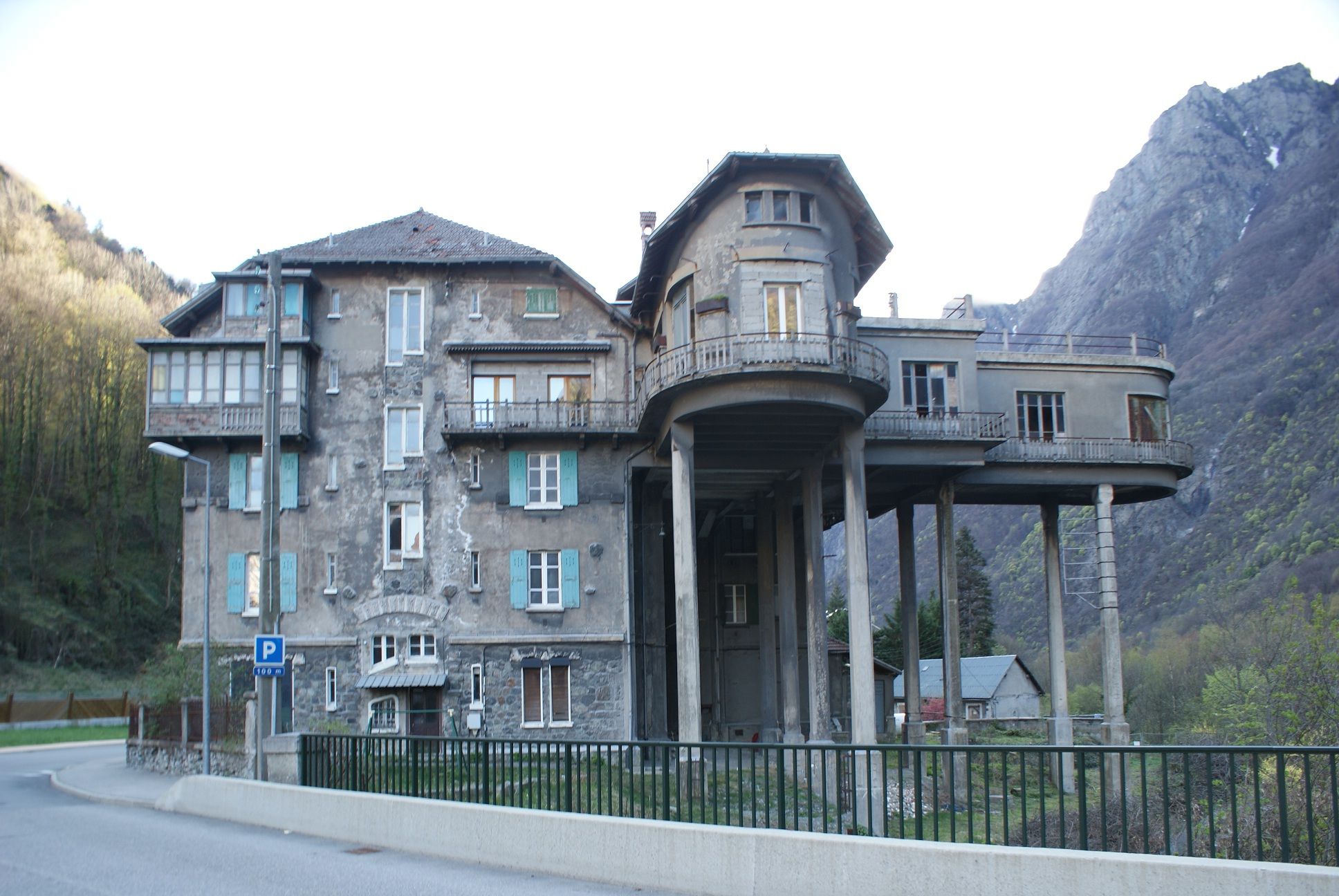
Pavillon Keller et Leleux.

Le film Les Rivières pourpres (2000) a permis au grand public de découvrir la maison de Charles Albert Keller et son architecture singulière : une partie de la maison, haute de quatre étages et dotée d'un toit à pans coupés typique du début du XXe siècle, est construite en pierre (l'inscription « Établissements Keller et Leleux » y figure encore), alors que la seconde, en béton armé, est construite sur de grands pilotis en position dominante au-dessus de la Romanche : là se trouvait le bureau de Charles-Albert Keller, depuis lequel il pouvait observer l'ensemble de ses ateliers et usines situés de part et d'autre de la rivière. Il crée aussi l'usine de LAUDUN (près de Bagnols sur Cèze) pour la fabrication du Ferro Silicium usine situé a proximité du Rhône a proximité de mines de Quartz et a proximité d'électricité origine centrale nucléaire. 
Le pavillon est peu entretenu en 2021.

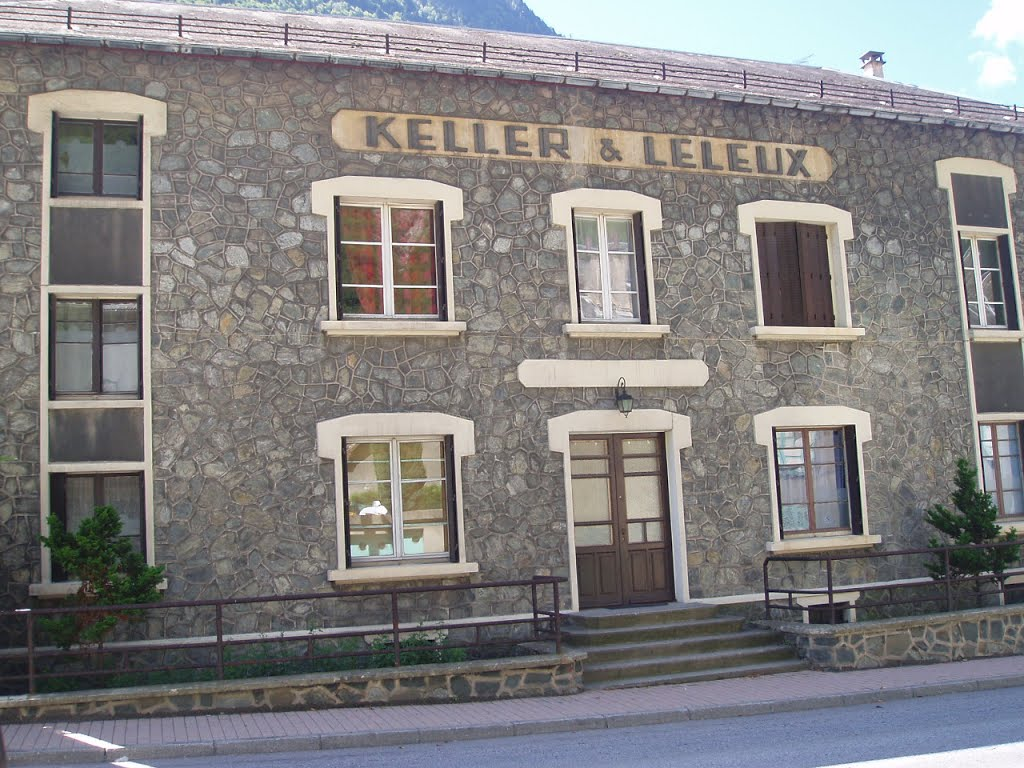

Cette maison joue également un rôle important dans le thriller d'Alessandro Perissinotto Une petite histoire sordide (titre original Una piccola storia ignobile).

## Travail de préservation du patrimoine
Aujourd'hui, tous les bâtiments et édifices construits par Charles Albert Keller tel que le Pavillon Keller, la centrale des Vernes à Livet-et-Gavet  font l’œuvre d'un travail de préservation pour l'histoire de cet homme et le patrimoine de la vallée de la Romanche. Des passionnés d'histoire tentent d’intégrer tout ce patrimoine industriel au tourisme industriel, dans le paysage  de la vallée de la Romanche[source secondaire souhaitée]. Son château, la maison forte de la Veyrie à Bernin est devenu un lieu d’exposition et un restaurant.

## Distinctions
- Commandeur de la Légion d'honneur (1938)